# Marie-Pierre Kœnig
Marie-Pierre Kœnig (Caen, 10 de outubro de 1898 - Neuilly-sur-Seine, 2 de setembro de 1970), mais conhecido na França pelo nome de Pierre Kœnig, foi uma militar e político francês, Marechal da França e Companheiro da Libertação.
Herói da Segunda Guerra Mundial, é mais conhecido por seu papel como comandante da 1.ª Brigada Francesa Livre durante a Batalha de Bir Hakeim (Líbia), que aconteceu de 26 de maio a 11 de junho de 1942 durante a Guerra do Deserto, na qual sua unidade de 3.700 homens resistiu obstinadamente aos ataques combinados dos exércitos alemão e italiano, cerca de dez vezes mais numerosos, do Afrika Korps liderado pelo general Erwin Rommel.

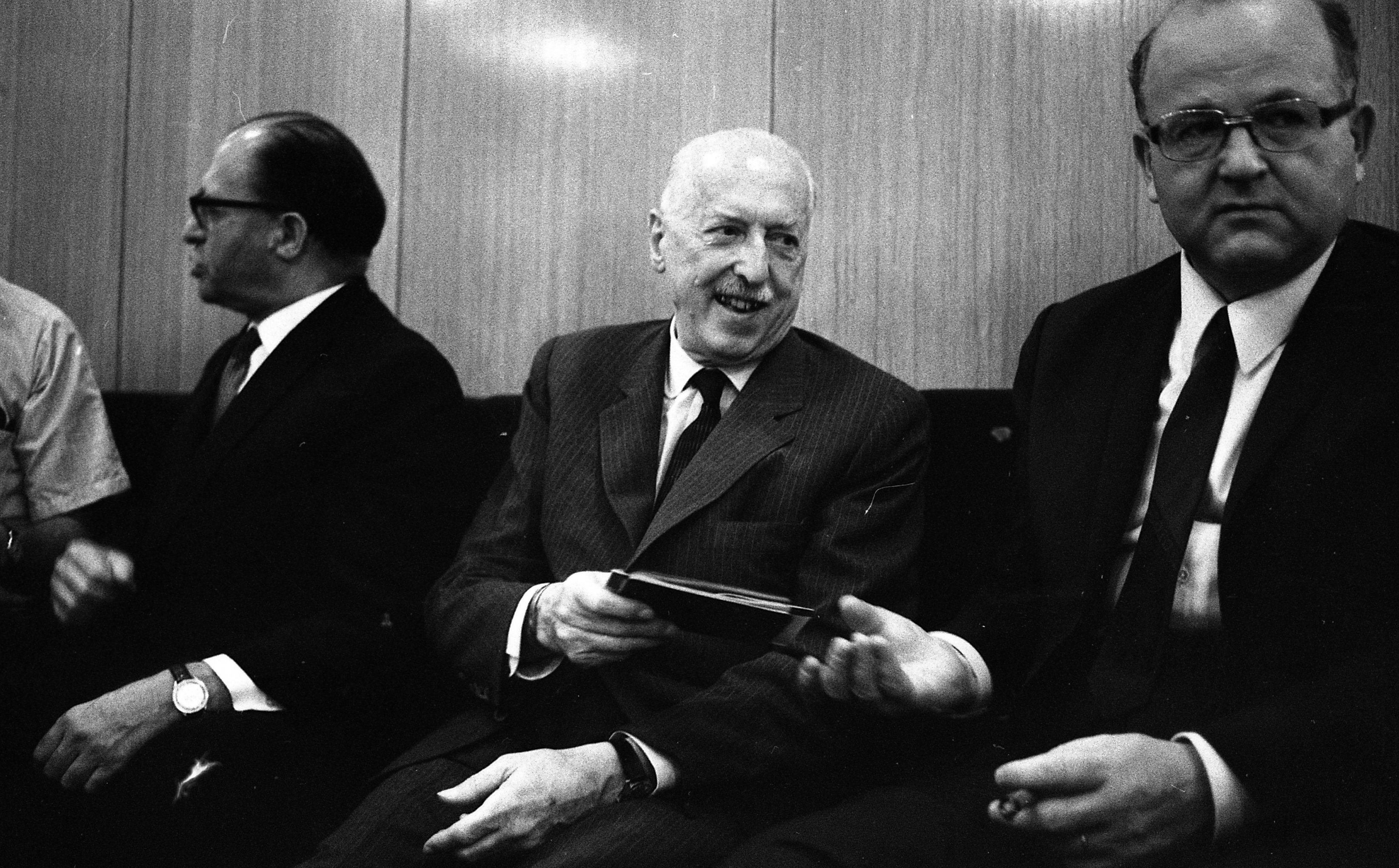
Kœnig durante visita a Israel, em 1969

## Morte
Morreu em 2 de setembro de 1970, aos 71 anos, no Hospital Americano de Neuilly-sur-Seine, sendo sepultado no cemitério de Montmartre. Foi elevado à dignidade de Marechal da França em 6 de junho de 1984, postumamente, pelo presidente François Mitterrand, tornando-se assim o quarto e último general francês elevado a esta dignidade desde a Libertação, após Jean de Lattre de Tassigny (1889-1952), postumamente, em 1952, Alphonse Juin (1888-1967), durante a vida, em 1952 e Philippe Leclerc de Hauteclocque (1902-1947), postumamente, em 1952.
Sua esposa, Marie Klein, com quem casou em 1931, morreu em 1978. Teve um caso de junho de 1941 a novembro de 1942 com Susan Travers, que era sua motorista e que permaneceu ao seu lado durante a batalha de Bir Hakeim, o que foi explorado pela propaganda alemã. Foi interrompido quando ele foi chamado para estar ao lado do General de Gaulle, mas foi retomado várias vezes, especialmente quando ele era governador militar de Paris. Naquela época, tinha duas ligações ao mesmo tempo, primeiro com Susan Travers, mas também com a suíça Monique Barbey (1910-1994), esposa de um de seus ajudantes.
Em 2000, Susan Travers, com 90 anos na época, escreveu, com a ajuda de Wendy Holden, sua autobiografia Tomorrow to Be Brave: A Memoir of the Only Woman Ever to Serve in the French Foreign Legion, onde ela evoca suas relações com Kœnig. Treze anos depois, em seu diário publicado postumamente, Il n'y a qu'une façon d'aimer, Monique Barbey (1910-1994), por sua vez, conta a história de amor que teve com Pierre Kœnig entre 1942 e 1947.